# 帕昆迪亞烏帕齊拉
帕昆迪亞乌帕齐拉是孟加拉国吉紹爾甘傑縣的一个乌帕齐拉，位於達卡专区的吉紹爾甘傑縣。。

## 人口
據1991年孟加拉國人口普查，帕昆迪亞共有戶數39,924戶，人口210355人。其中男性佔比51.26%，女性佔比48.74%；成年人口103661人。該地7歲以上人口之平均識字率為31.1%，低於全國平均值（32.4%）。